# Dębe Wielkie
Dębe Wielkie es un pueblo de Polonia, en Mazovia.  Es la cabecera del distrito (Gmina) de Dębe Wielkie, perteneciente al condado (Powiat) de Mińsk. Se encuentra aproximadamente a 9 kilómetros al oeste de Mińsk Mazowiecki, y a 31 km al este de Varsovia. Su población es de 2.750 habitantes.

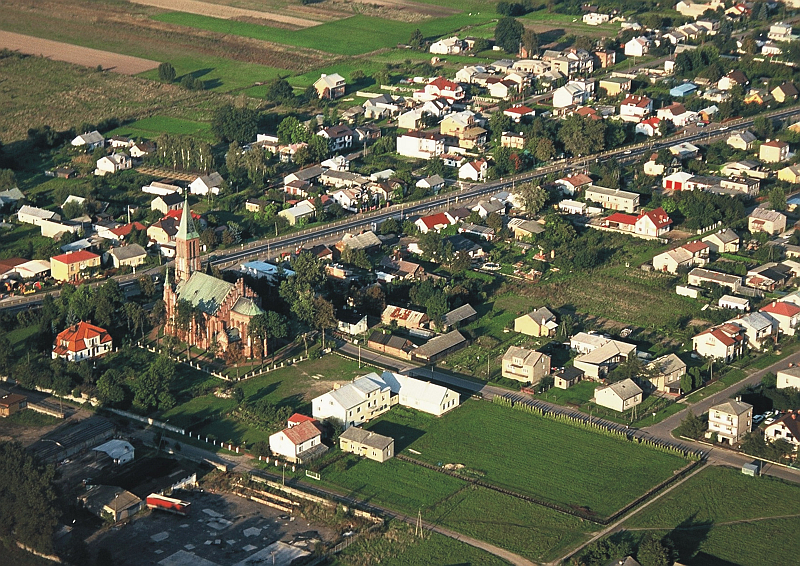
Dębe Wielkie - Vista aérea.